# Sarapul
Sarápul (in russo e in udmurto Сара́пул) è una città della Russia europea centro-orientale, situata nella Repubblica Autonoma dell'Udmurtia; sorge lungo il fiume Kama, a una settantina di chilometri di distanza dalla capitale Iževsk.
Fondata nel 1596, divenne città nel 1780.